# Campeonato Mundial de Ciclismo BMX de 2023
El XXVIII Campeonato Mundial de Ciclismo BMX se celebró en Glasgow (Reino Unido) entre el 6 y el 13 de agosto de 2023, bajo la organización de la Unión Ciclista Internacional (UCI) y la Federación Británica de Ciclismo.
Las competiciones se realizaron en el Centro de BMX de Glasgow. 

## Resultados

### Masculino
| Evento          | Oro                          | Plata                        | Bronce                      |
| --------------- | ---------------------------- | ---------------------------- | --------------------------- |
| Carrera (13.08) | Romain Mahieu Francia 33,189 | Arthur Pilard Francia 33,331 | Joris Daudet Francia 33,543 |

### Femenino
| Evento          | Oro                                 | Plata                                  | Bronce                                |
| --------------- | ----------------------------------- | -------------------------------------- | ------------------------------------- |
| Carrera (13.08) | Bethany Shriever Reino Unido 36,577 | Laura Smulders · Países Bajos · 36,957 | Alise Willoughby Estados Unidos 37336 |

## Medallero
| Núm. | País           | Oro | Plata | Bronce | Total |
| ---- | -------------- | --- | ----- | ------ | ----- |
| 1    | Francia        | 1   | 1     | 1      | 3     |
| 2    | Reino Unido    | 1   | 0     | 0      | 1     |
| 3    | Países Bajos   | 0   | 1     | 0      | 1     |
| 4    | Estados Unidos | 0   | 0     | 1      | 1     |
|      | TOTAL          | 2   | 2     | 2      | 6     |